# 세르비아누스 성벽

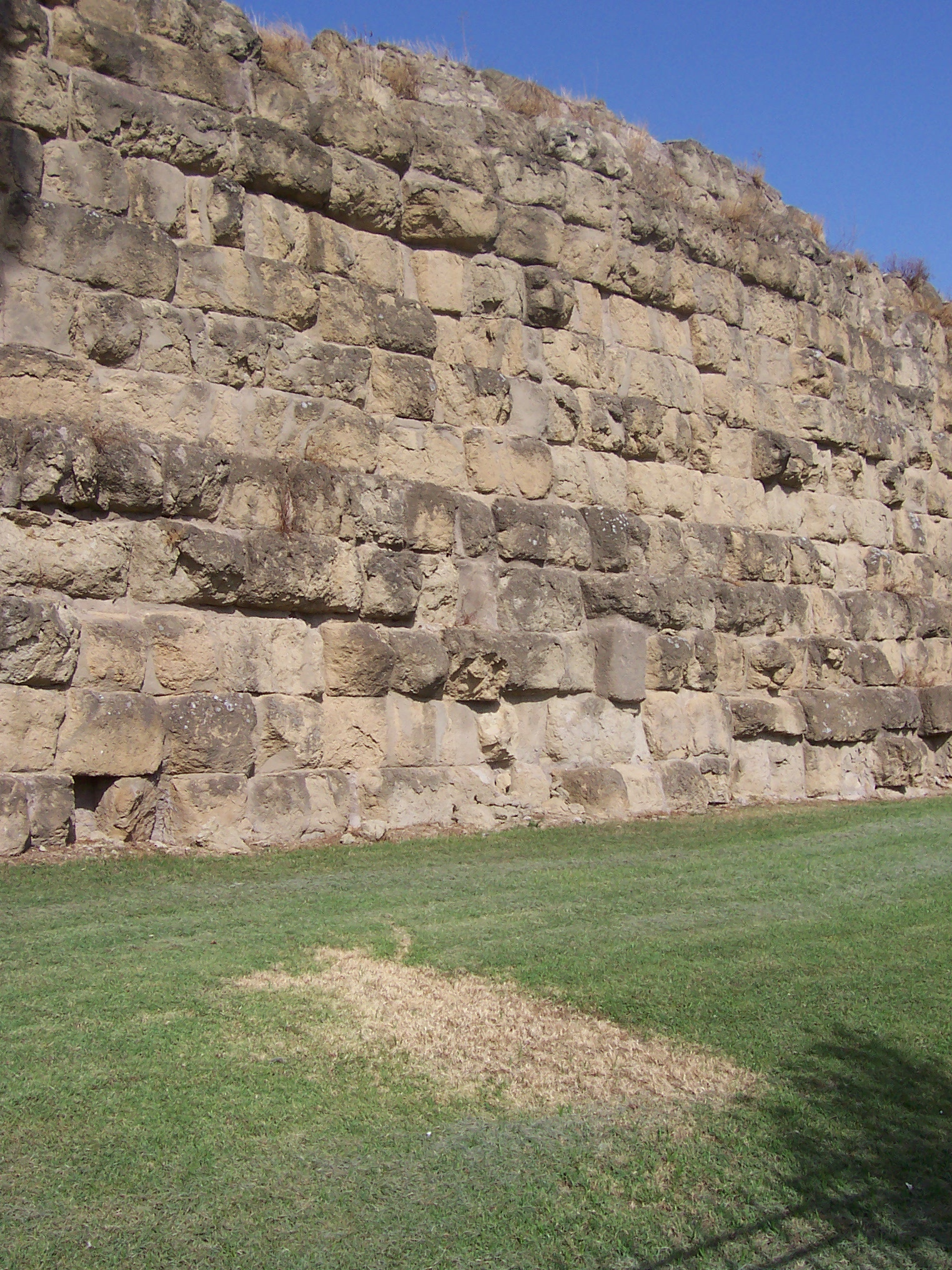
세르비아누스 성벽

세르비아누스 성벽(라틴어: Murus Servii Tullii, 이탈리아어: Mura serviane)은 기원전 4세기 초 로마를 둘러싸고 있던 도시 방어용 성벽이다. 벽의 높이는 최고 10m에서 바닥의 폭은 3.6m 전후, 사방은 11km이다. 16개의 대문이 있었다. 율리우스 카이사르가 도시 정비작업을 하며 대부분을 헐어버렸기 때문에 현재에는 일부만 조금 남아 있다.